# Нур-Махал
Нур-Махал (англ. Noor Mahal) — дворец в городе Бахавалпуре в пакистанской провинции Пенджаб. Нур-Махал построен в индо-сарацинском стиле для пятого правителя княжества Бахавалпур. В 1875 году строительство дворца было окончено и наваб Бахавалпура перенёс в него свою резиденцию.

## История
Возведением двухэтажного здания руководил британский инженер мистер Хинан. Стоимость строительства составила 1,2 млн рупий. Во дворе Нур-Махала за 20 тысяч рупий была построена мечеть. Реставрация, проведённая спустя 50 лет, обошлась правителям Бахавалпура в 100 тысяч рупий.
Дворец использовался как гостевой дом княжества. Просторный сад имел резервуары с водой и фонтаны. Внутри дворца были изысканная мебель, дорогие люстры. Стены украшали картины и ковры. В оружейной была богатая коллекция оружия; мечи и ружья висели также и на стенах дворца. 
После раздела Британской Индии дворец был разграблен местным населением. Его мебель, ковры, картины и посуда разошлись почти по всей стране.
После военного переворота 12 октября 1999 года во дворце расположился штаб пакистанской армии.
В XXI веке Нур-Махал получил статус исторического памятника и подвергся масштабной реставрации. В настоящее время во дворце расположен музей.